# ایوان شوپن
ایوان شوپن (روسی: Иван Иванович Шопен؛ ۱۷۹۸ – ۳ اوت ۱۸۷۰) تاریخ‌نگار اهل امپراتوری روسیه متولد فرانسه و از برندگان جایزه دمیدوف بود.

## زندگی
ایوان شوپن در سال ۱۷۹۸ در فرانسه به دنیا آمد و تا سال ۱۸۲۰ در آنجا زندگی کرد. در اواسط دهه ۱۸۲۰، او به روسیه رفت و در آنجا نام ایوان ایوانوویچ مشغول به کار شد و مدت طولانی در قفقاز ماند. در سال ۱۸۲۹ توسط فرماندار قفقاز ایوان پاسکویچ به او دستور داده شد تا توضیحات مربوط به سرزمین‌های تازه فتح شده ارمنستان شرقی را ارائه دهد. از سال ۱۸۲۹ تا ۱۸۳۲ شوپن مشغول تحقیق مفصلی در مورد خانات ایروان و خانات نخجوان بود که با عهدنامه ترکمانچای در سال ۱۸۲۸ به امپراتوری روسیه داده شد و به عنوان ابلاست ارمنستان نامگذاری شد.

## فعالیت‌ها
ایوان با جمع‌آوری مطالب برای کتاب‌های آینده، با افرادی با منشأ قومی مختلف دیدار کرد، آداب و رسوم و فرهنگ آنها را رعایت کرد. در سال ۱۸۳۰ شوپن به عنوان مشاور دولت منطقه ای ارمنستان منصوب شد، در ۱۸۳۳ وی رئیس اداره درآمد و دارایی‌های دولتی اابلاست ارمنستان شد.